# Vřeskovice
Vřeskovice är en ort i Tjeckien.   Den ligger i regionen Plzeň, i den västra delen av landet, 100 km sydväst om huvudstaden Prag. Vřeskovice ligger 410 meter över havet och antalet invånare är 260.
Terrängen runt Vřeskovice är platt åt nordväst, men åt sydost är den kuperad. Runt Vřeskovice är det ganska tätbefolkat, med 54 invånare per kvadratkilometer. Närmaste större samhälle är Klatovy, 14,5 km söder om Vřeskovice. I omgivningarna runt Vřeskovice växer i huvudsak blandskog.

## Galleri

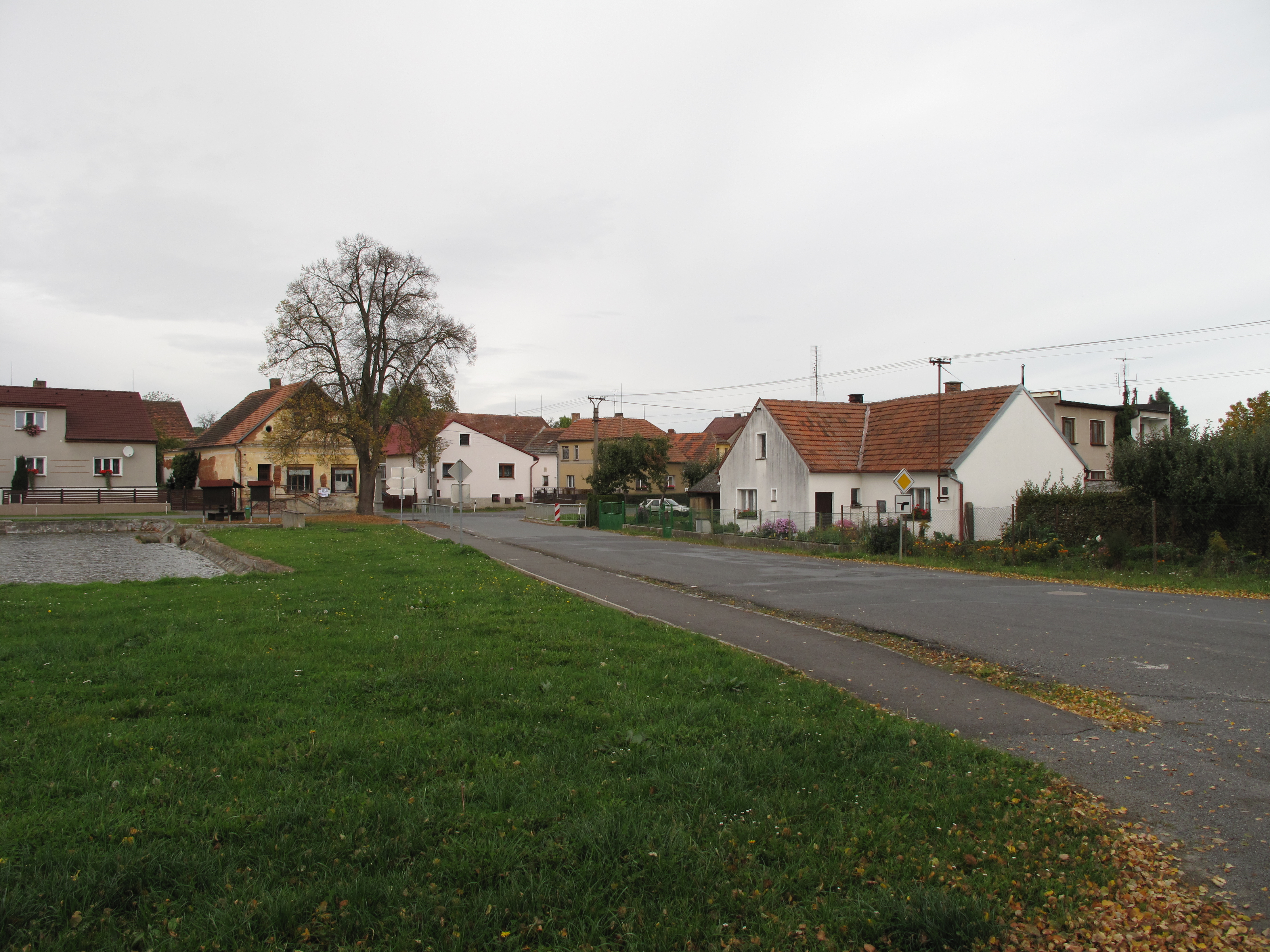
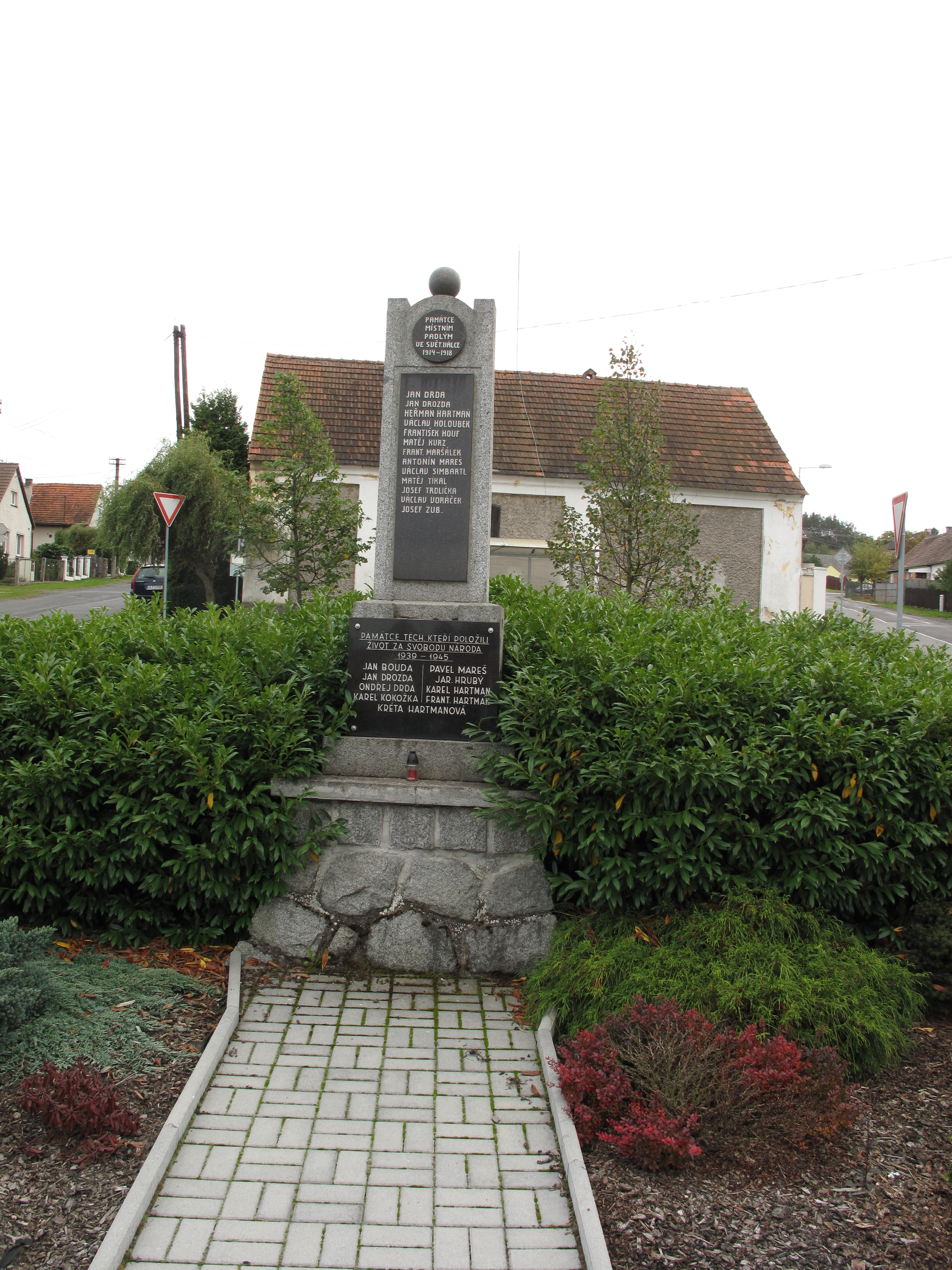
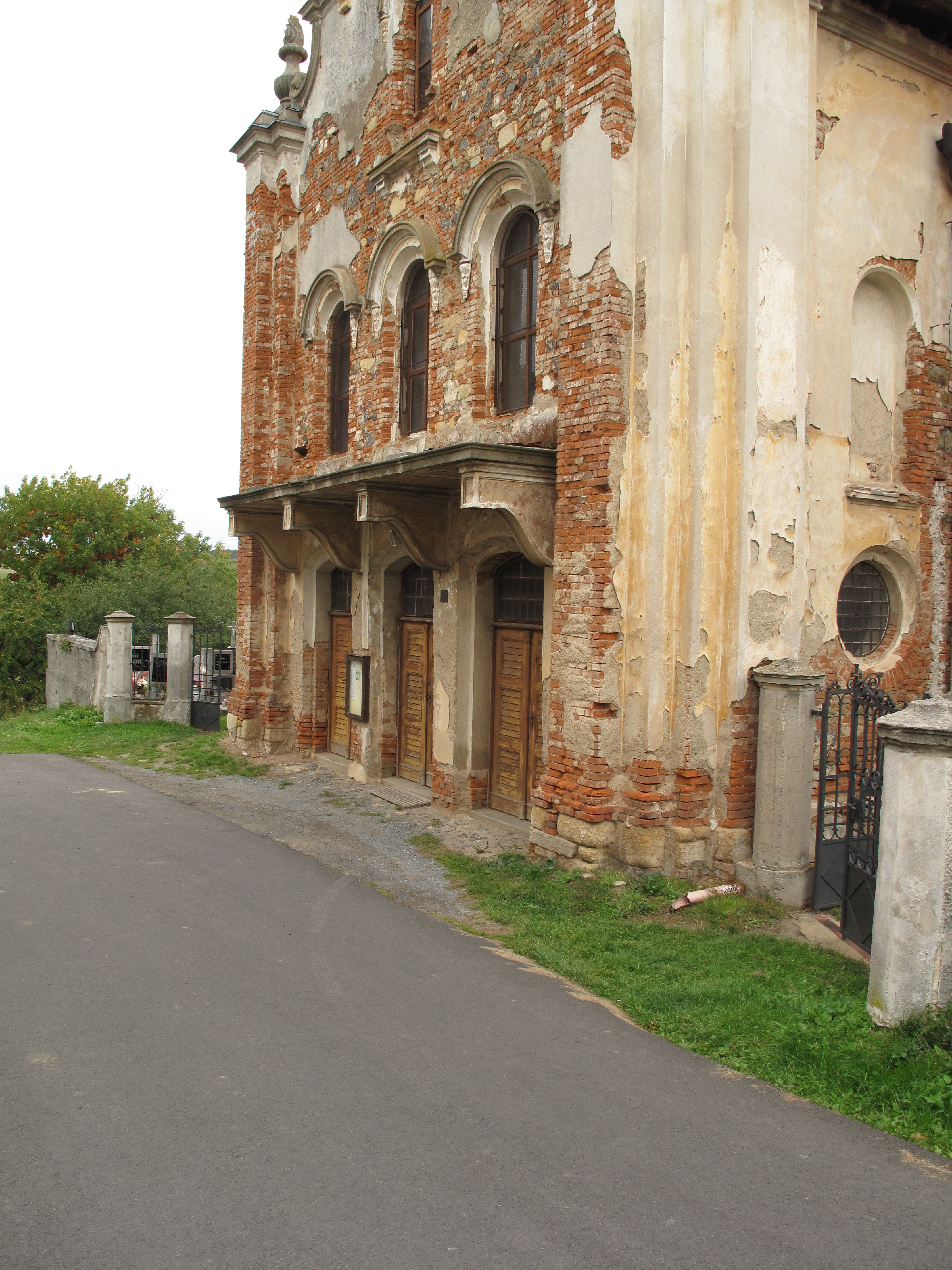